# Michel Marcel Navratil
Michel Marcel Navratil, Jr. (12. června 1908, Nice – 30. ledna 2001, Montpellier) byl jedním z posledních trosečníků, kteří přežili potopení Titanicu. Michel spolu s bratrem Edmondem se stali známí jako Sirotci Titanicu, neboť byli jedinými dětmi, které byly zachráněny bez rodičů či pečovatelů. Jejich otec Michel Navratil byl krejčí slovenského původu, který emigroval do Francie a po rozpadu manželství se rozhodl děti tajně odvézt do Ameriky. Michel zemřel jako poslední mužský trosečník z Titanicu.